# Jezero (république serbe de Bosnie)
Pour les articles homonymes, voir Jezero.
Jezero (en serbe cyrillique Језеро) est une localité et une municipalité de Bosnie-Herzégovine située dans la république serbe de Bosnie. Selon les premiers résultats du recensement bosnien de 2013, la localité intra muros compte 702 habitants et la municipalité 1 341.
La municipalité de Jezero est encore parfois officiellement désignée sous le nom de Jajce en Bosnie-Herzégovine.

## Géographie
La municipalité de Jezero est située entre celles de Mrkonjić Grad au nord-ouest, Jajce à l'est et Šipovo au sud.

## Histoire
La municipalité a été créée après la guerre Bosnie et à la suite des accords de Dayton sur le territoire de la municipalité de Jajce d'avant-guerre. Le reste de l'ancienne municipalité de Jajce, en fait la plus grande partie de son ancien territoire, se trouve dans la fédération de Bosnie-et-Herzégovine.

## Localités

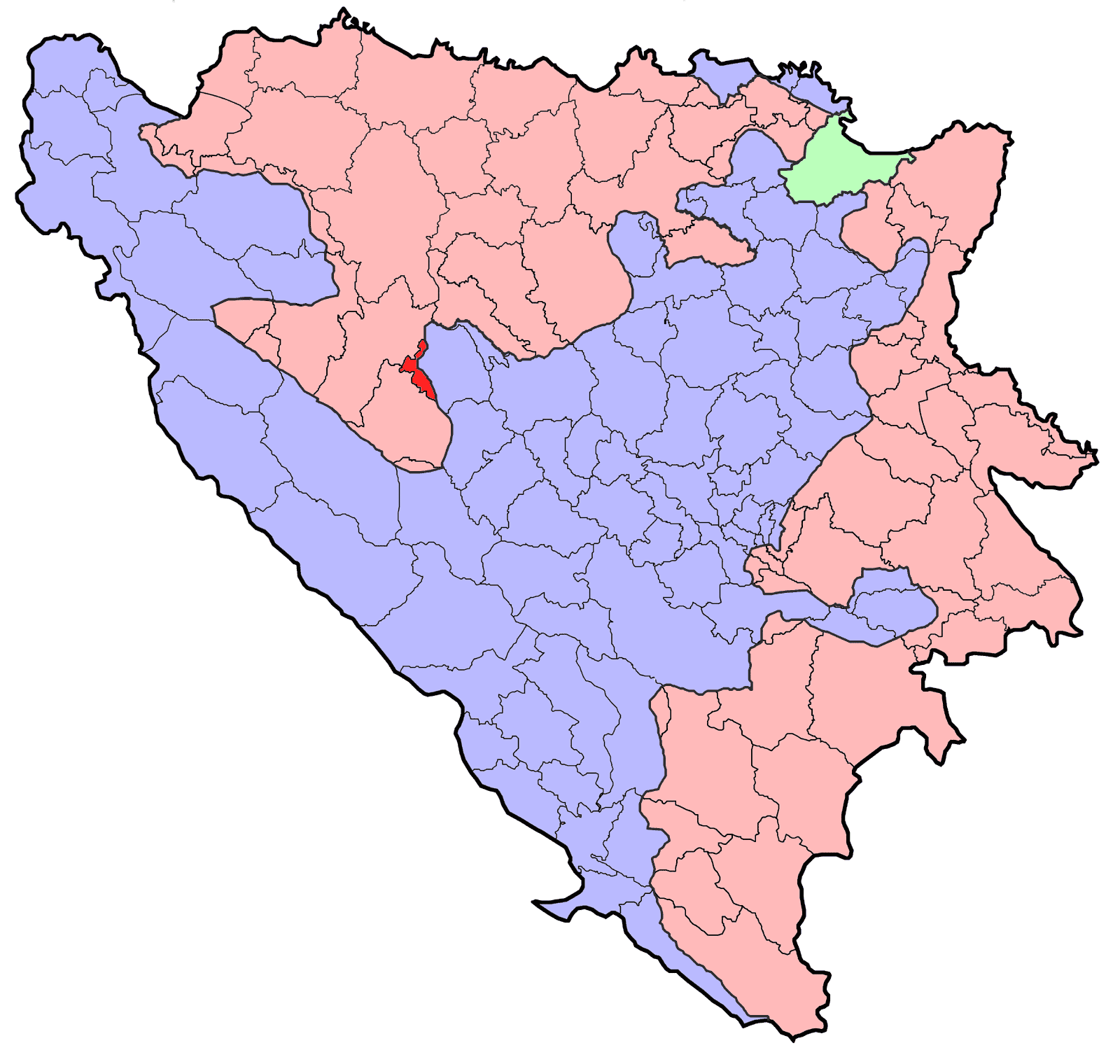
Localisation de la municipalité de Jezero en Bosnie-Herzégovine

La municipalité de Jezero compte 11 localités :
- Barevo
- Borci
- Bravnice
- Čerkazovići
- Drenov Do
- Đumezlije
- Jezero
- Kovačevac
- Ljoljići
- Perućica
- Prisoje

## Démographie

### Localitéintra muros

#### Évolution historique de la population dans la localitéintra muros
| 1948 | 1953 | 1961 | 1971 | 1981 | 1991 | 2013 |
| ---- | ---- | ---- | ---- | ---- | ---- | ---- |
| -    | -    | 655  | 595  | 728  | 834, | 702  |

|  |

### Municipalité

#### Répartition de la population dans la municipalité (1991)
En 1991, sur un total de 2 264 habitants, la population se répartissait de la manière suivante :

## Politique
À la suite des élections locales de 2012, les 13 sièges de l'assemblée municipale se répartissaient de la manière suivante :
| Parti                                                               | Sièges |
| ------------------------------------------------------------------- | ------ |
| Alliance des sociaux-démocrates indépendants (SNSD)                 | 3      |
| Parti progressiste serbe (SNS)                                      | 3      |
| Parti démocratique serbe (SDS)                                      | 3      |
| Parti du progrès démocratique (PDP)                                 | 1      |
| Alliance pour un meilleur avenir de la Bosnie-Herzégovine (SBB BiH) | 1      |
| Parti pour la Bosnie-Herzégovine (SBB BiH)                          | 1      |
| Alliance démocratique nationale (DNS)                               | 1      |

Dušan Šajin, membre du Parti progressiste serbe (SNS), a été élu maire de la municipalité.